# A Horseshoe -- for Luck
A Horseshoe—for Luck è un cortometraggio muto del 1914 diretto da Sidney Drew.

## Produzione
Il film fu prodotto dalla Vitagraph Company of America.

## Distribuzione
Distribuito dalla General Film Company, il film - un cortometraggio in una bobina - uscì nelle sale cinematografiche statunitensi il 25 settembre 1914.